# Mohamed Aziz Dellai
Mohamed Aziz Dellai, né le 13 janvier 2004,, est un coureur cycliste tunisien. Son palmarès comprend plusieurs titres de champion de Tunisie sur route.

## Palmarès et résultats

### Par année
- 2019
  -  Champion de Tunisie sur route cadets[3]
- 2022
  -  Champion de Tunisie sur route juniors
  -  Champion de Tunisie du contre-la-montre juniors
  - 2e étape du Tour de la Pharmacie Centrale
  -  Médaillé de bronze du championnat arabe sur route juniors
- 2023
  -  Champion de Tunisie du contre-la-montre
- 2024
  -  Champion de Tunisie sur route
  -  Champion de Tunisie du contre-la-montre
- 2025
  -  Champion de Tunisie sur route
  -  Champion de Tunisie du contre-la-montre

### Classements mondiaux
| Année           | 2023 |
| --------------- | ---- |
| UCI Africa Tour | 76e  |